# Acroceras calcicola
Acroceras calcicola är en gräsart som beskrevs av Aimée Antoinette Camus. Acroceras calcicola ingår i släktet Acroceras och familjen gräs.
Artens utbredningsområde är Madagaskar. Inga underarter finns listade i Catalogue of Life.